# Harald Bodenschatz
Harald Bodenschatz (* September 1946 in München) ist ein deutscher Sozialwissenschaftler und Stadtplaner.

## Leben
Bodenschatz studierte zwischen 1967 und 1972 Soziologie, Politikwissenschaft, Psychologie und Volkswirtschaftslehre an der LMU München und an der FU Berlin. Seit 1972 war er als Mitarbeiter in Lehre und Forschung erst an der RWTH Aachen, später an der TU Berlin tätig. 1978 wurde Bodenschatz an der Universität Oldenburg promoviert. Seine Dissertation befasst sich mit dem Thema Städtische Bodenreform in Italien. Die Auseinandersetzung um das Bodenrecht und die Bologneser Kommunalplanung. 1986 habilitierte er sich an der TU Berlin mit der Schrift Platz frei für das neue Berlin! Geschichte der Stadterneuerung seit 1871. Seit 1995 war er bis zu seiner Emeritierung im Jahr 2011 Professor für Planungs- und Architektursoziologie an der TU Berlin. Seither ist er assoziierter Professor des Center for Metropolitan Studies an der TU Berlin.
Bodenschatz ist seit 1980 planerisch in der Stadterneuerung tätig, seit 1985 ist er in der Stadtplanerliste der Architektenkammer Berlin eingetragen. Lehr- und Forschungsaufenthalte führten ihn nach Italien, Brasilien, USA, Peru, Argentinien und England. Am Bauhaus Dessau (1990–1991) war er Gastdozent und in Rio de Janeiro (1997) sowie in Lima / Peru (2000) war er Gastprofessor.
Bodenschatz ist seit 1993 Mitglied der Redaktion der Zeitschrift „Die alte Stadt“ (seit 2010 „Forum Stadt“).
Er hat zahlreiche Veröffentlichungen zur Stadterneuerung, zum Stadtumbau sowie zur Stadtplanungs- und Stadtbaugeschichte vorgelegt. In Berlin propagiert er einen konservativen Städtebau im Sinne Hans Stimmanns und setzt dabei auf die kleinteilige Parzellierung und Privatisierung von öffentlichen Grundstücken. In diesem Zuge fordert er auch die Umwidmung öffentlicher Grünflächen in Bauland. 

## Forschungsschwerpunkte
Die Forschungsschwerpunkte von Harald Bodenschatz beziehen sich auf die Geschichte des Städtebaus und nachmodernen Städtebau:
- Stadtumbau und Stadterhaltung,
- Zentrumsplanung in der postindustriellen Gesellschaft,
- Städtebau im suburbanen Raum,
- Städtebau und Diktatur.

## Auszeichnungen
- 1994: Deutscher Kritikerpreis des Verbandes der deutschen Kritiker für die Sparte Architektur

## Mitgliedschaften (Auswahl)
- Architekten- und Ingenieur-Verein zu Berlin (AIV)[1]
- Bund deutscher Architekten (BDA)[1]
- Deutsche Akademie für Städtebau und Landesplanung (DASL)[1]
- Vereinigung für Stadt-, Regional- und Landesplanung (SRL)[1]
- Deutscher Werkbund (DWB), Berlin[1]
- Gesellschaft für Stadtgeschichte und Urbanisierungsforschung (GSU)[1]
- Council for European Urbanism Deutschland (C.E.U.D.)[1]
- International Planning History Society (IPHS)[1]
- Sektion Stadt- und Regionalsoziologie der Deutschen Gesellschaft für Soziologie[3]
- International Planning History Society (IPHS)[3]